# Sentencia
La sentencia es la resolución judicial que contiene la decisión del juez o el tribunal interviniente sobre el fondo de la cuestión que se le ha encargado juzgar. La sentencia es definitiva cuando es tomada en un juicio (litis) y pone fin a la intervención de ese juez o tribunal en ese juicio. La sentencia definitiva no queda firme o "ejecutoriada", hasta que sea confirmada al finalizar todas las instancias de revisión, mediante los recursos establecidos en la ley de procedimientos aplicable. Para dar por concluido un caso es necesario que exista sentencia definitiva firme. A partir de ese momento se considera que hay "cosa juzgada" y el caso no puede ser reabierto, salvo circunstancias excepcionalísimas (por ejemplo la aparición con vida de la persona que había sido considerada asesinada en un juicio).
En el procedimiento penal, debido a que tiene dos etapas, la primera de investigación y la segunda de juicio, solo puede establecerse la culpabilidad de una persona mediante sentencia definitiva dictada en el juicio, habitualmente oral, una vez que la misma ha quedado firme y que se produzca el "doble conforme", es decir que hayan existido dos sentencias judiciales sucesivas estableciendo la culpabilidad de la persona acusada.
La sentencia declara o reconoce el derecho o razón de una de las partes, obligando a la otra a pasar por tal declaración y cumplirla. En derecho penal, la sentencia absuelve o condena al acusado, imponiéndole en este último caso la pena correspondiente.
Usualmente los medios de comunicación suelen denominar erróneamente como "sentencia", decisiones que no ponen fin a la causa. En esos casos lo correcto es referirse a las mismas como "resolución judicial".

## Concepto
El profesor de derecho procesal de la Pontificia Universidad Católica de Valparaíso, Sergio Alfaro Silva, la define así:

Acto judicial que resuelve heterocompositivamente el litigio ya procesado, mediante la aceptación que el juez hace de alguna de las encontradas posiciones mantenidas por los antagonistas luego de evaluar los medios confirmatorios de las afirmaciones efectuadas por el actor y de la aplicación particularizada al caso de una norma jurídica que preexiste en abstracto, con carácter general.

## Clasificación
- Sentencia constitutiva (proceso civil): las que crean, modifican o extinguen una relación judicial
- Por la presencia/ausencia del demandado:

Sentencia contradictoria: cuando el demandado está presente en la causa.
En rebeldía: cuando la sentencia se dicta sin la presencia del demandado.
- Por la posibilidad de impugnación:

Sentencia firme: aquella contra la que no cabe la interposición de ningún recurso, ordinario o extraordinario. Y cuando ambas partes dejan transcurrir el tiempo y no interpone recurso impugnatorio. Está amparada por el principio de cosa juzgada.
Sentencia no firme o recurrible: es aquella contra la que se pueden interponer recursos.
- Por el grado de jurisdicción:

Sentencia en primera instancia: la que devienen de los órganos de primera instancia, por su competencia y jurisdicción.
Sentencia en apelación: cuando se recurre, bien sea al mismo órgano o al inmediatamente superior (Audiencia Provincial).
Sentencia en casación: es aquella que se emite por el Tribunal Supremo pretendiendo casar la causa.
- Por la forma:

Sentencia escrita: la que se redacta por escrito y de esa manera se da a conocer a las partes.
Sentencia oral: la que se expone oralmente ante las partes involucradas, quienes quedan notificadas en ese mismo acto.

## Requisitos
La sentencia debe reunir los requisitos de tiempo, lugar y forma. Debe dictarse en un periodo de tiempo apto para la realización de los actos del juez o tribunal. La fijación de este plazo varía según el procedimiento de que se trate.
Respecto de la forma, las sentencias generalmente se componen de tres secciones:
- Encabezamiento o parte expositiva: en el que se señala la fecha y ciudad en que se dicta, las partes intervinientes, sus procuradores y abogados, sin que se puedan omitir sus nombres sin afectar a la debida integridad y publicidad de las sentencias. Se hacen constar también las peticiones presentadas por las partes, junto a los presupuestos o antecedentes de hecho en que se fundan.
- Parte considerativa: en la que se expresan los fundamentos de hecho y de derecho, que contienen los argumentos de las partes y los que utiliza el tribunal para resolver el objeto del proceso, en relación con las normas que se consideran aplicables al caso.
- Parte resolutiva: en la que se contiene la decisión o fallo de condena o absolución del demandado o acusado. Asimismo, suele incorporarse el nombre del juez que la ha redactado y la firma de todos los que han concurrido a su acuerdo.

Por otro lado, las sentencias deben ser congruentes, es decir, deben resolver acerca de todas las cuestiones que hayan sido objeto de debate en el proceso. El fallo no debe contener más, ni algo distinto, de lo pedido por las partes. Cuando se trata de sentencias penales, la congruencia significa que debe mediar una relación entre la sentencia y la acción penal ejercitada. Por ejemplo, si una persona es acusada de homicidio, el juez no puede condenarle por robo (para ello haría falta aplicar otro procedimiento), ya que está limitado por los hechos alegados. Sin embargo, podría realizar una calificación jurídica diversa de la hecha por las partes, por ejemplo, en el mismo caso, condenar por asesinato o parricidio y no por homicidio.
Puede clasificarse la incongruencia en la sentencia por:
1. Falta de exhaustividad, omitiéndose el pronunciamiento sobre un tema debido.
2. Incongruencia ultrapetitum, concediéndose más de lo pretendido por el actor.
3. Incongruencia extrapetitum, concediéndose otra cosa y no lo pedido.

Los elementos de la estructura de una sentencia son preámbulo, resultando, considerando y puntos resolutivos. En las sentencias españolas su estructura es encabezamiento (nombre de las partes y sus datos, identificación de procurador y abogado, objeto del juicio, fecha, lugar y tribunal, jueces o magistrados, así como el ponente si es tribunal colegiado), antecedentes de hecho (en párrafos separados y numerados, exponiéndose las peticiones de las partes, los hechos en que las funden y las pruebas que se hubieran propuesto y practicado -hechos probados-), fundamentos de derecho (en párrafos separados y numerados, donde se apreciará el derecho que funda las pretensiones, con cita de las leyes o doctrina aplicables) y, finalmente, el fallo (que es la parte dispositiva, donde se resuelve el pleito).

## Redacción
La redacción de la sentencia corresponde al juez que la haya dictado (si se trata de un órgano jurisdiccional unipersonal) o a uno de sus miembros, si se trata de un órgano colegiado (en este caso, previa deliberación y votación de la sentencia por parte de los miembros del tribunal).
Una vez firmada la sentencia por el juez o por todos los miembros del tribunal, se da a conocer mediante lectura en audiencia pública o mediante notificación por escrito a las partes.

## Impugnación
En el Estado de derecho todas las sentencias pueden ser impugnadas, invocando los defectos en que podría haber incurrido. Para impugnar una sentencia se utilizan los recursos procesales. El recurso más habitual es el recurso de apelación ante un tribunal de segunda instancia, admitido en la mayoría de los casos, con excepciones como casos de bajo monto. Recursos menos habituales son los de nulidad, en casos de incumplimientos de la ley insalvables durante el procedimiento, y los que cuestionan la constitucionalidad de la sentencia.
Mientras queden recursos pendientes la sentencia no puede ser ejecutada.

## Sentencia firme
Cuando una sentencia es confirmada y no quedan más instancias, ni recursos, se considera que la sentencia ha quedado "firme" o "ejecutoriada". Una vez firme una sentencia definitiva, pasa al estado de cosa juzgada, que significa que el mismo caso no puede ser juzgado nuevamente.

## Ejecución
La ejecución de la sentencia es la puesta en marcha fácticamente de lo decidido en el fallo. Corresponde normalmente al juez, que es el que controla cómo se ejecuta la misma, pero con intervención de los operadores de justicia y órganos de la Administración, concretamente, El Ministerio Público, que es la que realmente usando sus facultades hace cumplir el fallo del juez, y el consiguiente control de la ejecución del mismo por parte de este.

## Regulación por países

### Chile
Las sentencias pueden ser definitivas o interlocutorias; firmes y ejecutoriadas. 

#### Regulación
Las sentencias definitivas e interlocutorias están señaladas en el artículo 158 del Código de Procedimiento Civil, junto con otras resoluciones judiciales.
Las resoluciones judiciales se denominarán sentencias definitivas, sentencias interlocutorias, autos y decretos.
Es sentencia definitiva la que pone fin a la instancia, resolviendo la cuestión o asunto que ha sido objeto del juicio.
Es sentencia interlocutoria la que falla un incidente del juicio, estableciendo derechos permanentes a favor de las partes, o resuelve sobre algún trámite que debe servir de base en el pronunciamiento de una sentencia definitiva o interlocutoria.
Se llama auto la resolución que recae en un incidente no comprendido en el inciso anterior.
Se llama decreto, providencia o proveído el que, sin fallar sobre incidentes o sobre trámites que sirvan de base para el pronunciamiento de una sentencia, tiene sólo por objeto determinar o arreglar la substanciación del proceso.
Código de Procedimiento Civil
Artículo 158

Por otro lado, el artículo 174 del Código de Procedimiento Civil nos señalan cuando una sentencia está firme y ejecutoriada:
Se entenderá firme o ejecutoriada una resolución desde que se haya notificado a las partes, si no procede recurso alguno en contra de ella; y, en caso contrario, desde que se notifique el decreto que la mande cumplir, una vez que terminen los recursos deducidos, o desde que transcurran todos los plazos que la ley concede para la interposición de dichos recursos, sin que se hayan hecho valer por las partes. En este último caso, tratándose de sentencias definitivas, certificará el hecho el secretario del tribunal a continuación del fallo, el cual se considerará firme desde este momento, sin más trámites.
Código de Procedimiento Civil
Artículo 174
Por lo tanto, quedará firme y ejecutoriada en el caso de que no proceda recurso alguno y desde que se haya notificado a las partes; por el contrario, si procede recurso, deberá señalarse si se interpuso en tiempo y forma. Si se interpuso el recurso en tiempo y forma, la sentencia queda firme y ejecutoriada desde el decreto que la manda a cumplir (el conocido ''cúmplase''); si no se interpuso el recurso en tiempo y forma, luego de que se terminen los plazos sin que las partes lo hayan presentado.